# Liste der Flughäfen und Flugplätze in Nicaragua
Die Liste der Flughäfen und Flugplätze in Nicaragua zeigt die Flughäfen und Flugplätze von des mittelamerikanischen Staates Nicaragua, geordnet nach Orten.
Namen in Fettschrift zeigen regelmäßigen Linienverkehr an.
| Ort                                              | Provinz      | ICAO-Code | IATA-Code | Name des Flughafens                           | Koordinaten                  |
| ------------------------------------------------ | ------------ | --------- | --------- | --------------------------------------------- | ---------------------------- |
| International airports                           |              |           |           |                                               |                              |
| Managua                                          | Managua      | MNMG      | MGA       | Flughafen Managua                             | 12° 8′ 29″ N, 86° 10′ 5″ W   |
| Bilwi                                            | RAAN         | MNPC      | PUZ       | Flughafen Puerto Cabezas                      | 14° 2′ 15″ N, 83° 23′ 12″ W  |
| Bluefields                                       | RAAS         | MNBL      | BEF       | Flughafen Bluefields                          | 11° 59′ 27″ N, 83° 46′ 27″ W |
| Chinandega                                       | Chinandega   | MNCH      |           | Flughafen Chinandega (Germán Pomares Ordoñez) | 12° 38′ 22″ N, 87° 8′ 15″ W  |
| Corn Island                                      | RAAS         | MNCI      | RNI       | Flughafen Corn Island                         | 12° 10′ 17″ N, 83° 3′ 38″ W  |
| San Carlos                                       | Río San Juan | MNSC      | NCR       | Flughafen San Carlos                          | 11° 8′ 0″ N, 84° 46′ 20″ W   |
| Tola                                             | Rivas        | MNCE      | ECI       | Flughafen Costa Esmeralda                     | 11° 25′ 40″ N, 86° 2′ 0″ W   |
| Regionalflugplätze                               |              |           |           |                                               |                              |
| Bonanza                                          | RAAN         | MNBZ      | BZA       | Flughafen San Pedro                           | 14° 2′ 10″ N, 84° 37′ 30″ W  |
| Moyogalpa                                        | Rivas        | MNLP      | OMT       | Flughafen Ometepe                             | 11° 31′ 25″ N, 85° 42′ 5″ W  |
| Rosita                                           | RAAN         | MNRT      | RFS       | Flughafen Rosita                              | 13° 53′ 30″ N, 84° 24′ 30″ W |
| San Juan de Nicaragua                            | Río San Juan | MNSN      |           | Flughafen San Juan de Nicaragua               | 10° 55′ 14″ N, 83° 42′ 30″ W |
| Siuna                                            | RAAN         | MNSI      | SIU       | Flughafen Siuna                               | 13° 43′ 50″ N, 84° 46′ 40″ W |
| Waspan                                           | RAAN         | MNWP      | WSP       | Flughafen Waspam                              | 14° 44′ 25″ N, 83° 58′ 10″ W |
| Andere                                           |              |           |           |                                               |                              |
| Alamikamba, Prinzapolka                          | RAAN         | MNAL      |           | Flughafen Alamikamba                          | 13° 30′ 50″ N, 84° 14′ 50″ W |
| El Bluff                                         | RAAN         | MNFF      |           | Flughafen El Bluff – geschlossen              | 11° 59′ 30″ N, 83° 41′ 22″ W |
| El Castillo                                      | Río San Juan | MNPA      |           | Flughafen Palcasa                             | 11° 4′ 0″ N, 84° 24′ 35″ W   |
| Juigalpa                                         | Chontales    | MNHG      |           | Flughafen Hato Grande                         | 11° 58′ 55″ N, 85° 26′ 2″ W  |
| Juigalpa                                         | Chontales    | MNPG      |           | Flughafen Pikin Guerrero                      | 11° 55′ 20″ N, 85° 20′ 20″ W |
| Karawala, Desembocadura de la Cruz de Río Grande | RAAS         | MNKW      |           | Flughafen Karawala                            | 12° 56′ 15″ N, 83° 34′ 37″ W |
| La Cumplida, Matagalpa                           | Matagalpa    | MNMT      |           | Flughafen La Cumplida                         | 12° 59′ 45″ N, 85° 51′ 10″ W |
| La Esperanza                                     | RAAS         | MNEP      |           | Flughafen La Esperanza                        | 12° 11′ 58″ N, 84° 16′ 30″ W |
| Las Lajas                                        | Granada      | MNLL      |           | Flughafen Las Lajas                           | 12° 9′ 10″ N, 85° 54′ 30″ W  |
| León                                             | León         | MNLN      |           | Flughafen León                                | 12° 25′ 45″ N, 86° 54′ 10″ W |
| León                                             | León         | MNPP      |           | Flughafen El Papalonal                        | 12° 28′ 15″ N, 86° 28′ 25″ W |
| Los Brasiles, Mateare                            | Managua      | MNBR      |           | Flughafen Los Brasiles                        | 12° 11′ 24″ N, 86° 21′ 14″ W |
| Nueva Guinea                                     | RAAS         | MNNG      | NVG       | Flughafen Nueva Guinea – geschlossen          | 11° 41′ 12″ N, 84° 27′ 30″ W |
| Rivas                                            | Rivas        | MNCE      |           | Flughafen Rivas (Costa Esmeralda Airport)     | 11° 25′ 40″ N, 86° 2′ 0″ W   |
| San Francisco Libre                              | Managua      | MNFC      |           | Militärflugplatz Punta Huete (Panchito)       | 12° 21′ 12″ N, 86° 11′ 0″ W  |
| San Juan del Sur                                 | Rivas        | MNRV      |           | Flughafen Morgan's Rock                       | 11° 18′ 55″ N, 85° 54′ 30″ W |
| San Lorenzo                                      | Boaco        | MNAM      |           | Flughafen Altamira                            | 12° 8′ 10″ N, 85° 42′ 55″ W  |
| San Rafael del Sur                               | Managua      | MNMR      |           | Flughafen Montelimar                          | 11° 48′ 20″ N, 86° 30′ 40″ W |